# Селби, Эндрю
Э́ндрю Се́лби (англ. Andrew Selby; 25 декабря 1988, Барри, Великобритания) — британский боксёр-любитель, выступающий на международной арене под флагом Уэльса, серебряный призёр чемпионата мира 2011 года, чемпион Европы 2011 года. Четырёхкратный чемпион Уэльса (2007, 2008, 2009 — до 54 кг, 2011 — до 52 кг).

## Биография
Эндрю Селби родился в Южном Уэльсе в городе Барри. Там же начал заниматься боксом. Первым крупным международным успехом для молодого валлийца стала бронза на чемпионате Европы 2008 года в Ливерпуле в категории до 54 кг. Спустя два года Селби смог повторить свой успех, заняв третье место на первенстве в Москве. С начала 2011 года в любительском боксе произошло изменение весовых категорий. И Селби стал выступать в категории до 52 кг. Эти изменения оказались для Селби очень успешными. Сначала в июне Эндрю стал чемпионом Европы, обыграв в финале Георгия Балакшина. Победив на континентальном первенстве Селби стал первым валлийцем за последние 85 лет, кому удалось выиграть чемпионат Европы. А в декабре Эндрю стал серебряным призёром на чемпионате мира в Баку. Этот успех принёс Селби олимпийскую лицензию для участия в летних Олимпийских играх 2012 года в составе сборной Великобритании. В 2013 году завоевал золотую медаль на чемпионате Европы в Минске, победив в финале ирландца Майкла Конлана.

## Статистика профессиональных боёв
В таблице перечислены результаты всех поединков боксёров.
В каждой строке указан результат поединка. Дополнительно номер поединка обозначен цветом, который обозначает итог поединка. Расшифровка обозначений и цветов представлена в нижеследующей таблице.
| Пример | Расшифровка                     |
| ------ | ------------------------------- |
|        | Победа                          |
|        | Ничья                           |
|        | Поражение                       |
|        | Планируемый поединок            |
|        | Поединок признан несостоявшимся |
| КО     | Нокаут                          |
| ТКО    | Технический нокаут              |
| PTS    | Решение судей (по очкам)        |
| UD     | Единогласное решение судей      |
| MD     | Решение большинства судей       |
| SD     | Раздельное решение судей        |
| RTD    | Отказ от продолжения боя        |
| DQ     | Дисквалификация                 |
| NC     | Поединок признан несостоявшимся |

| 6 поединков, 6 побед (5 нокаутом) | 6 поединков, 6 побед (5 нокаутом) | 6 поединков, 6 побед (5 нокаутом) | 6 поединков, 6 побед (5 нокаутом)  | 6 поединков, 6 побед (5 нокаутом)                             | 6 поединков, 6 побед (5 нокаутом) | 6 поединков, 6 побед (5 нокаутом)                                                                                     | 6 поединков, 6 побед (5 нокаутом) |
| Бой                               | Рекорд                            | Дата боя                          | Соперник                           | Место проведения боя                                          | Раундов, время                    | Дополнительно |                                   |
| --------------------------------- | --------------------------------- | --------------------------------- | ---------------------------------- | ------------------------------------------------------------- | --------------------------------- | --- | --------------------------------- |
| 12                                | 11-1                              | 23 марта 2019                     | Хулио Сесар Мартинес Агилар (13-1) | Centro de Espectáculos del Recinto Ferial, Метепек, Мексика   | KO 5 (12)                         | |                                   |
| 11                                | 11-0                              | 27 октября 2018                   | Адам Яхая (18-3-1)                 | Newport Centre, Ньюпорт, Уэльс, Великобритания                | TKO 2 (6)                         | |                                   |
| 10                                | 10-0                              | 7 октября 2017                    | Максимино Флорес (23-3-1)          | York Hall, Бетнал-Грин, Великобритания                        | UD 12 (12)                        | Счёт: 119-109, 117-111, 117-112.                                                                                      |                                   |
| 9                                 | 9-0                               | 26 мая 2017                       | Кристофер Росалес (23-2)           | Motorpoint Arena, Кардифф, Великобритания                     | UD 12 (12)                        | Счёт: 117-110, 117-110, 118-109.                                                                                      |                                   |
| 8                                 | 8-0                               | 4 февраля 2017                    | Ардин Диале (32-10-4)              | Olympia, Кенсингтон, Лондон, Великобритания                   | UD 10 (10)                        | Бой за титул чемпиона по версии WBC International в наилегчайшем весе. Счёт: 100-90, 100-90, 100-90.                  |                                   |
| 7                                 | 7-0                               | 18 ноября 2016                    | Джейк Борнеа (11-1)                | Уэмбли Арена, Лондон, Великобритания                          | TKO 7 (12)                        | Бой за вакантный титул интерконтинентального чемпиона по версии IBF в наилегчайшем весе.                              |                                   |
| 6                                 | 6-0                               | 21 октября 2016                   | Феликс Монкада (9-5-1)             | Meadowbank Sports Centre, Эдинбург, Шотландия, Великобритания | TKO 5 (10)                        | |                                   |
| 5                                 | 5-0                               | 14 мая 2016                       | Луис Норман (11-1-1)               | Ice Arena, Кардифф, Уэльс, Великобритания                     | UD 12 (12)                        | Бой за вакантный титул чемпиона Великобритании по версии BBBofC в наилегчайшем весе. Счёт: 119-110, 120-109, 120-109. |                                   |
| 4                                 | 4-0                               | 11 марта 2016                     | Бретт Фидо (6-22-2)                | Newport Centre, Ньюпорт, Уэльс, Великобритания                | TKO 6 (8)                         | |                                   |
| 3                                 | 3-0                               | 5 декабря 2015                    | Эверт Брисеньо (35-14-2)           | Westcroft Leisure Centre, Каршалтон, Великобритания           | PTS 6 (6)                         | Счёт: 60-54. |                                   |
| 2                                 | 2-0                               | 14 ноября 2015                    | Йожеф Айтаи (10-0)                 | City Academy Sports Centre, Бристоль, Великобритания          | TKO 2 (8)                         | |                                   |
| 1                                 | 1-0                               | 30 октября 2015                   | Хаджи Джума (15-7-5)               | Newport Centre, Ньюпорт, Уэльс, Великобритания                | TKO 4 (8)                         | |                                   |